# Bártfay Kálmán
Bártfay Kálmán (Érsekújvár, 1807 – Jászberény, 1875. február 15.) ferences rendi szerzetes.

## Élete
1833-tól tanár és 1855 körül nevelő volt Keglevics Gyula grófnál. 1866-tól a jászberényi főgimnáziumban tanított.

## Művei
- Victor Cousin jelentése a közoktatás állapotjáról Németország némely tartományaiban. Ford. 1844
- Értekezése: Felvilágosításul a moldvai magyarok vallási ügyében a Figyelmezőben (1839. 2. sz.) jelent meg; irt a franczia választási törvényekről és szokásokról Lefévre-Pontalis után a Budapesti Szemlébe (XX. 1869)